# Agence wallonne du Patrimoine
Pour les articles homonymes, voir IPW.
L'Agence wallonne du Patrimoine (AwaP) est un organisme régional public wallon. Elle a son siège à Namur, capitale administrative de la Région wallonne, en Belgique. 
L'Agence wallonne du Patrimoine est née le 1er janvier 2018 de la fusion de l'Institut du Patrimoine wallon (IPW) et de celui du Département du Patrimoine du Service Public Wallon (SPW). Depuis 2018, elle gère le patrimoine immobilier et fait partie du « Territoire Logement Patrimoine Energie » du Service Public Wallon (SPW).

## Missions

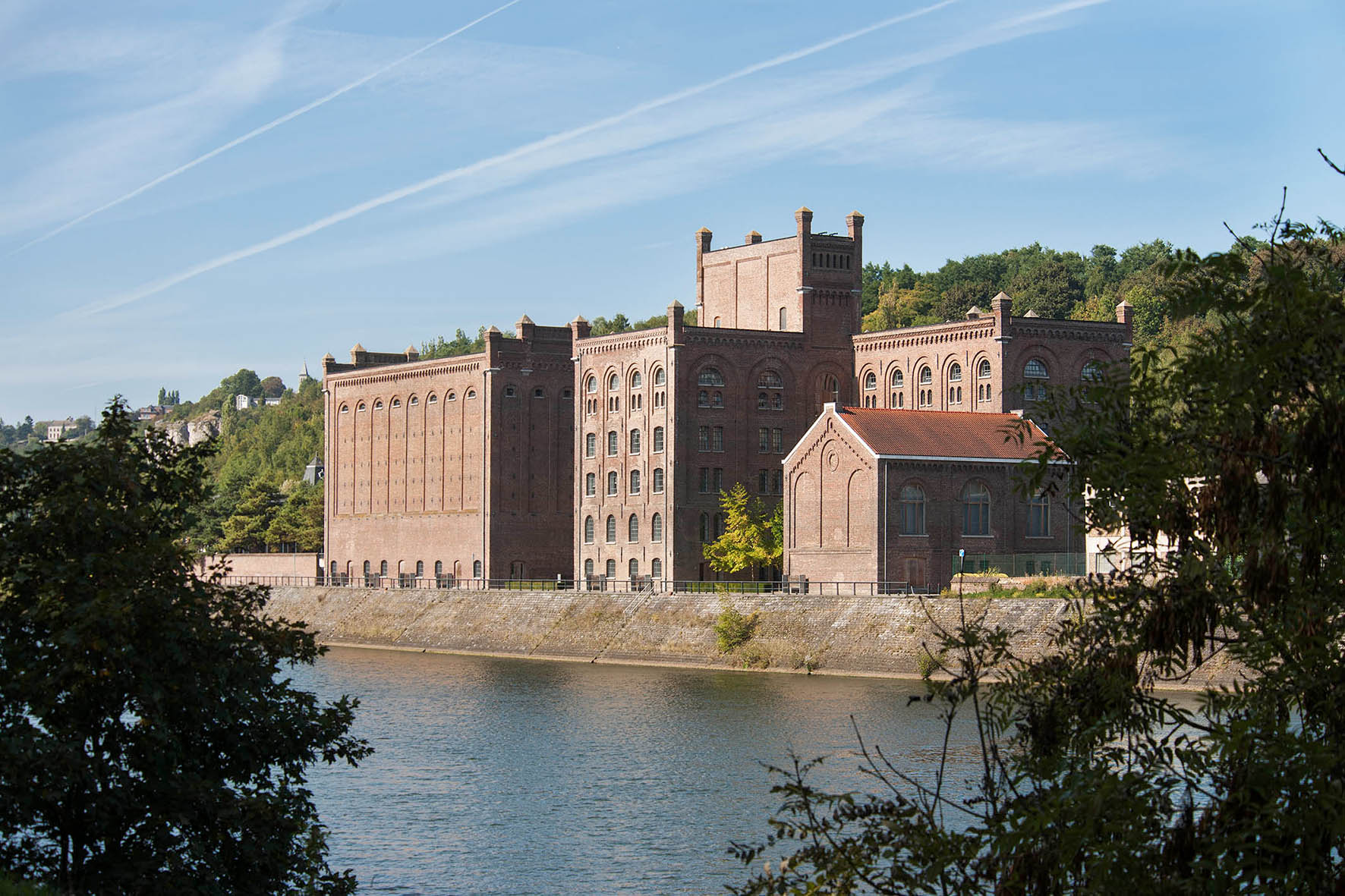
Moulins de Beez, siège de l'Agence wallonne du Patrimoine.

L’Agence Wallonne du Patrimoine (AwaP) est dotée de cinq missions essentielles qui sont la formation, la fouille, la protection, la restauration et la sensibilisation au patrimoine.
En Wallonie, on dénombre près de 4000 biens classés au titre de monument, de site, de site archéologique ou d’ensemble architectural. La gestion du patrimoine repose sur les principes fondamentaux de la conservation intégrée qui visent une politique globale de sauvegarde et de réhabilitation du patrimoine culturel prenant en compte la valeur et le rôle de ce patrimoine pour la société.
Concrètement, l’AWaP sensibilise le public adulte, jeune et professionnel au patrimoine et à ses métiers[pas clair]. Elle gère le patrimoine archéologique wallon, enfoui ou hors-sol, afin de le découvrir et l’étudier, de favoriser son exploitation scientifique, de le protéger et de le mettre en valeur. Grâce au classement et à l'inventaire, l’AWaP contribue à la protection du patrimoine immobilier. Elle aide les propriétaires et les auteurs de projets à assurer l’entretien et la conservation des monuments protégés, et ce, à différents stades des projets. L’AWaP sensibilise le public au patrimoine wallon dans toute sa diversité au travers de nombreuses actions (telles que les Journées européennes du patrimoine) destinées à le valoriser.